# Shai Avivi
Pour les articles homonymes, voir Avivi.
Shai Avivi (en hébreu : שי אביבי), né le 29 avril 1964 à Acre (Israël), est un acteur et animateur de télévision israélien.
Il a remporté le prix Ophir 2020 pour son rôle dans Here We Are.

## Biographie
En 1993, Shai Avivi joue dans le film Neige en août (he)  aux côtés d'Avigail Arieli (he).
Il tient un rôle dans le drame Sweet Mud (Adama Meshuga'at) réalisé par Dror Shaul, sorti en 2006 et qui a reçu l'Ophir du meilleur film 2006.
Depuis 2012, il est le présentateur de la série télévisée Come Eat With Me.
En 2014, il joue dans Kidon d'Emmanuel Naccache aux côtés de Tomer Sisley et Kev Adams.
Asaph Polonsky lui donne le rôle principal dans Une semaine et un jour, sorti en 2016.
En 2020, il tient un des rôles principaux dans la mini-série Losing Alice.

## Récompenses et distinctions
- (en) Shai Avivi: Awards, sur l'Internet Movie Database